# 中央通 (春日井市)
中央通（ちゅうおうどおり）は愛知県春日井市中南部にある町名。現行行政地名は中央通1丁目及び中央通2丁目。

## 地理
- 南部を上条町、西部を乙輪町・鳥居松町、北部を篠木町、東部を貴船町・割塚町・関田町と隣接している。

### 河川
- 地蔵川 ： 町の南部を東西に西流する。

## 歴史

### 町名の由来
春日井市の中央街路に沿っていることから。

### 沿革
- 1973年（昭和48年） - 春日井市乙輪町・貴船町・割塚町・上条町・小木田町・篠木町・関田町・鳥居松町の各一部より成立[6]。

## 世帯数と人口
2019年（平成31年）4月1日現在の世帯数と人口は以下の通りである。
| 丁目        | 世帯数  | 人口    |
| ----------- | ------- | ------- |
| 中央通1丁目 | 379世帯 | 709人   |
| 中央通2丁目 | 389世帯 | 771人   |
| 計          | 768世帯 | 1,480人 |

### 人口の変遷
国勢調査による人口の推移
| 1995年（平成7年）  | 876人   | [ 7 ]  |  |
| 2000年（平成12年） | 1,277人 | [ 8 ]  |  |
| 2005年（平成17年） | 1,384人 | [ 9 ]  |  |
| 2010年（平成22年） | 1,528人 | [ 10 ] |  |
| 2015年（平成27年） | 1,463人 | [ 11 ] |  |

## 学区
市立小・中学校に通う場合、学区は以下の通りとなる。また、公立高等学校に通う場合の学区は以下の通りとなる。
| 丁目        | 番・番地等                     | 小学校               | 中学校               | 高等学校 |
| ----------- | ------------------------------ | -------------------- | -------------------- | -------- |
| 中央通1丁目 | 1〜22番地                      | 春日井市立篠木小学校 | 春日井市立東部中学校 | 尾張学区 |
| 中央通1丁目 | 23番地～113番地3               | 春日井市立篠原小学校 | 春日井市立東部中学校 | 尾張学区 |
| 中央通2丁目 | 107～129番地                   | 春日井市立篠原小学校 | 春日井市立東部中学校 | 尾張学区 |
| 中央通2丁目 | 1～20番地 22～47番地           | 春日井市立八幡小学校 | 春日井市立東部中学校 | 尾張学区 |
| 中央通2丁目 | 21番地 48～106番地 143番地1〜2 | 春日井市立篠木小学校 | 春日井市立東部中学校 | 尾張学区 |

## 交通

### 最寄り駅
- JR中央本線 春日井駅

### バス
- 名鉄バス 春日井駅停留所・乙輪町停留所

### 道路
- 愛知県道75号春日井長久手線 ： 町の中央部を東西に通っている。

## 名所
- 正栄寺（北緯35度14分39.3秒 東経136度59分7.3秒 / 北緯35.244250度 東経136.985361度）

## 主な施設
- あいち銀行春日井支店（北緯35度14分39.1秒 東経136度59分3.5秒 / 北緯35.244194度 東経136.984306度）
- むかい矯正歯科（北緯35度14分44.8秒 東経136度59分2.4秒 / 北緯35.245778度 東経136.984000度）
- 幸福の科学春日井支部（北緯35度14分52.3秒 東経136度58分58.1秒 / 北緯35.247861度 東経136.982806度）
- 日本基督教団春日井教会（北緯35度14分56.2秒 東経136度58分57.1秒 / 北緯35.248944度 東経136.982528度）
- 春日井中央ホテル（北緯35度14分40.6秒 東経136度59分4.6秒 / 北緯35.244611度 東経136.984611度）

## その他

### 日本郵便
- 郵便番号 : 486-0825[4]（集配局：春日井郵便局[14]）。